# Hirschlensee
Der Hirschlensee, im Volksmund «Baggersee» genannt, ist ein kleiner See auf 410 m ü. M. im Nordwesten der Schweizer Gemeinde Reichenburg.
Der See entstand 1972, als für den Bau der Autobahn A3, damals noch «Nationalstrasse 3» genannt, Kies ausgebeutet wurde. Dabei kam Grundwasser zum Vorschein. Der Hirschlensee hat 2 Zuflüsse, direkte Quellen aus dem Untergrund und einen Abfluss.
In der Nähe des Sees befindet sich das national bedeutende Biotop Reumeren, ein national bedeutendes Amphibienlaichgebiet. Heute ist der Hirschlensee in der näheren Umgebung als Badesee bekannt, obwohl der See einem Badeverbot unterliegt. Der Verstoss dagegen wird nicht geahndet.